# 337
| [ Edytuj tabelę ] |                                                                                                  |
| Król Aksum        | - 320 Ezana 360                                                                                  |
| Król Armenii      | - 330 Chosroes II 338                                                                            |
| Władca Guptów     | - 330 Samudragupta 375                                                                           |
| Władca Korei      | - 331 Kogugwŏn 371                                                                               |
| Papież            | - 337 Juliusz I 352                                                                              |
| Król Persji       | - 309 Szapur II 379                                                                              |
| Cesarz Rzymu      | - 306 Konstantyn Wielki 337 - 337 Konstancjusz II 361 - 337 Konstans 350 - 337 Konstantyn II 340 |

Rok 337 / CCCXXXVII
stulecia: III wiek ~
IV wiek ~
V wiek

lata: 327 «
332 «
333 «
334 «
335 «
336 «
337
» 338
» 339
» 340
» 341
» 342
» 347

## Wydarzenia

### Cesarstwo Rzymskie
- 22 maja – Konstantyn I Wielki, pierwszy chrześcijański władca imperium zachodniego (312–324) i Cesarstwa Rzymskiego (324–337), umiera w Ancyronie niedaleko Nikomedii, w wieku 65 lat. Chwilę przed śmiercią został ochrzczony przez Euzebiusza z Nikomedii.
- wrzesień – Wielu potomków Konstancjusza Chlorusa i urzędników Cesarstwa Rzymskiego zostaje straconych za udział w czystce przeciwko synom Konstantyna Wielkiego.
- 9 września – władzą w cesarstwie rzymskim podzielili się synowie zmarłego Konstantyna Wielkiego: Konstantyn II, Konstancjusz II i Konstans; wszyscy trzej ogłosili się augustami, nastąpił więc krach systemu tetrarchii.
- Król Mirian III z Kartlii przeszedł na chrześcijaństwo.

### Persja
- Król Persji - Szapur II - rozpoczyna wojnę z Cesarstwem Rzymskim. Wysyła swoje wojska przez Tygrys, aby odzyskać Królestwo Armenii i prowincję rzymską Mezopotamii.
- Szapur II oblega rzymską fortecę Nusaybin w Syrii, ale zostaje odparty przez siły pod wodzą Lucyliana.

### Chiny
- Murong Huang rości sobie tytuł Księcia Yan, formalnie tworząc królestwo Wcześniejszego Yan

### Religia
- 6 lutego – Juliusz I rozpoczął swój pontyfikat jako 35 papież; tym samym zakończył się 4-miesięczny okres bez papieża
- 17 czerwca – Konstancjusz II ogłasza przywrócenie Św. Atanazego na stanowisko Patriarchy Aleksandrii, pozwalając tym samym biskupowi na powrót z wygnania.
- Paweł I zostaje Patriarchą Konstantynopola.
- Chrześcijaństwo zostało ogłoszone oficjalną religią w Iberii kaukaskiej, co oznacza powstanie chrześcijaństwa w Gruzji.

## Urodzili się
- Faxian, chiński buddysta, znany z pielgrzymki do Indii (zm. 422).
- Fú Jiān, pochodzący z ludu Di cesarz Wcześniejszego Qin (zm. 385)
- Lü Guang, cesarz pochodzący z ludu Di, założyciel Późniejszego Liang (zm. 400)
- Zenobiusz z Florencji, włoski biskup i cudotwórca (zm. 417)

## Zmarli

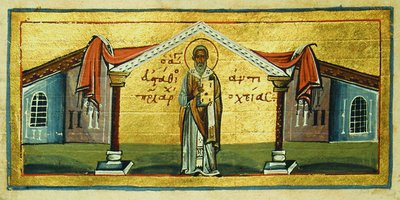
św. Eustacjusz z Antiochii

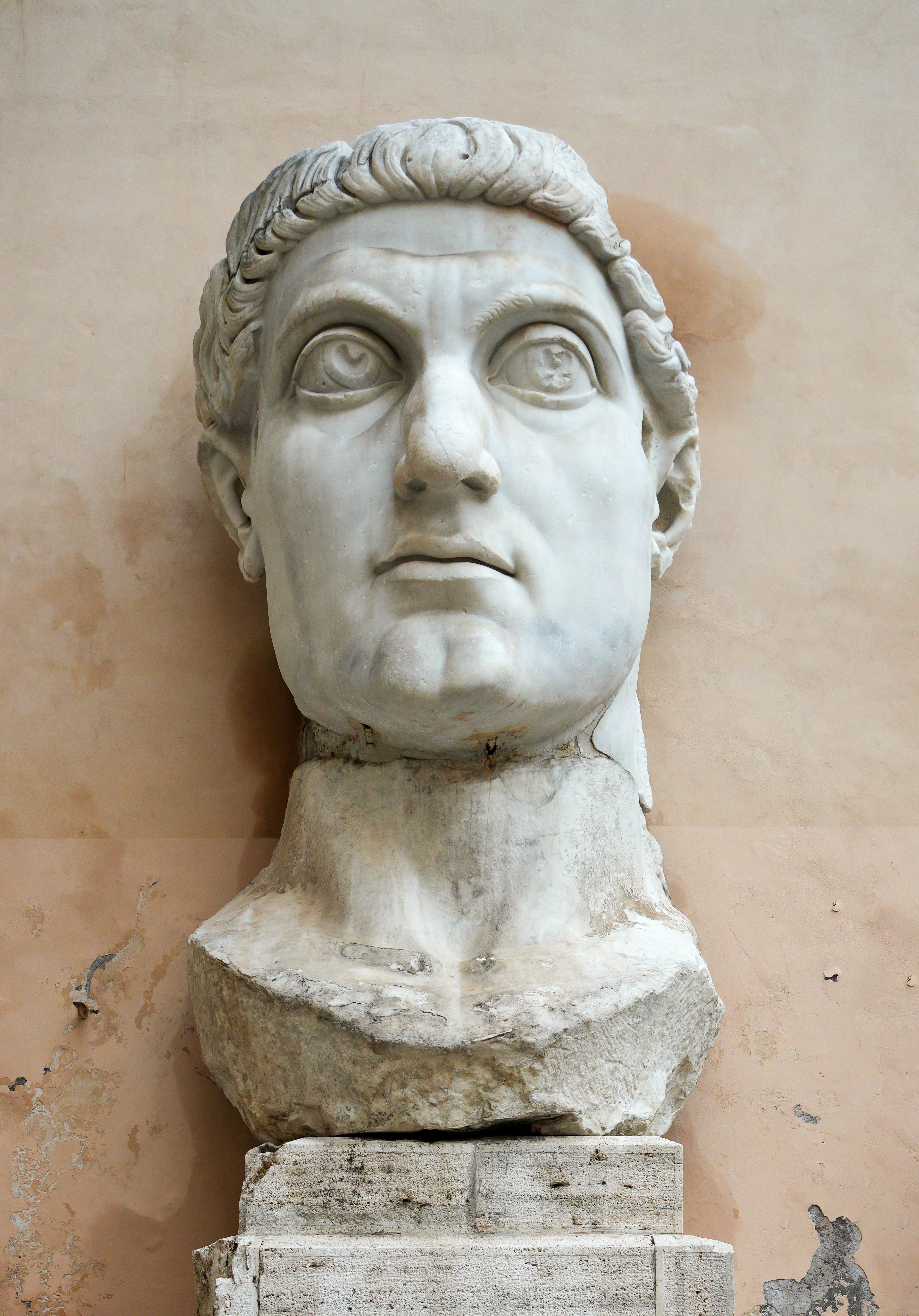
Władca i święty Konstantyn I Wielki

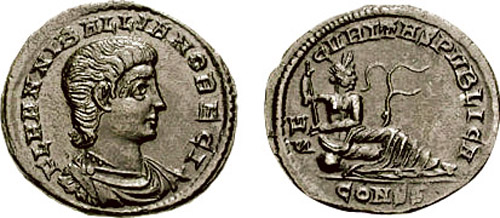
Hanniballianus

- 13 stycznia – Leoncjusz z Cezarei Kapadockiej, rzymskokatolicki biskup i święty
- 22 maja – Konstantyn I Wielki, cesarz rzymski (ur. ≈272).
- 27 maja – Dalmacjusz Starszy, syn Konstancjusza I Chlorusa, ojciec Dalmacjusza i Hanniballianusa (stracony)
- 9 września – Dalmacjusz, bratanek Konstantyna (ur. ≈315).
- 11 września – Julius Constantius, syn Konstancjusza Chlorusa (stracony)
- Hanniballianus, tytularny król Pontu.

data przybliżona:
- Aleksander, biskup Bizancjum
- Eustacjusz z Antiochii, patriarcha Antiochii